# Arnaldo Süssekind

Arnaldo Lopes Süssekind

Arnaldo Lopes Süssekind (* 9. Juli 1917 in Rio de Janeiro; † 9. Juli 2012 ebenda) war ein brasilianischer Jurist und Politiker.

## Werdegang
Nachdem Süssekind 1941 sein erstes Buch Manual da Justiça do Trabalho veröffentlicht hatte, holte ihn im Jahr darauf Präsident Getúlio Vargas in eine Kommission, die Vorschläge zur Konsolidierung des Arbeitsrechts erarbeiten sollte. Außerdem war er Vertreter Brasiliens bei der Internationalen Arbeitsorganisation (ILO).
Im Kabinett von Ranieri Mazzilli war er zwischen dem 4. und 15. April 1964 Minister für Landwirtschaft sowie Minister für Arbeit und soziale Sicherheit, unter Humberto Castelo Branco dann vom 20. April 1964 bis 7. Dezember 1965 Arbeitsminister. Zwischen 1965 und 1971 war er Generalstaatsanwalt im Bereich Arbeitsrecht und Minister für das Oberste Arbeitsgericht (TST).
Das Gebäude des Obersten Arbeitsgerichts in Rio de Janeiro ist nach ihm benannt.